# Ballainvilliers
Ballainvilliers ist eine französische Gemeinde mit 4838 Einwohnern (Stand: 1. Januar 2022) im Département Essonne in der Region Île-de-France. Ballainvilliers gehört zum Arrondissement Palaiseau und zum Kanton Longjumeau.
Die Einwohner werden Ballainvillois genannt.

## Geographie
Durch den Ort, der etwa 21 Kilometer südwestlich von Paris in der Landschaft Hurepoix liegt, fließt der kleine Fluss Rouillon, der etwas weiter östlich in die Yvette mündet.
Am westlichen Rand der Gemeinde führt die Route nationale 20 entlang.

### Nachbargemeinden
Ballainvilliers wird umgeben von den Nachbargemeinden Longjumeau im Norden, Épinay-sur-Orge im Nordosten, Villiers-sur-Orge im Osten und Südosten, Longpont-sur-Orge im Süden, La Ville-du-Bois im Südwesten sowie Saulx-les-Chartreux im Westen und Nordwesten.

## Geschichte

### Namensherkunft
Die Schreibweisen des Ortsnamens ab dem 12. Jahrhundert lauteten Balevillare, Ballani villare, Balenviller, Balenviler, Baleinviler, Bernlenviller, Berlenviller, Bellenviller  und schließlich Ballanviller. Im Jahr 1747 beschrieb die von César-François Cassini erstellte Karte den Ort unter dem Namen Balain villiers. Nach Gründung des Nationalkonvents im Oktober 1793 wurde der Name der Gemeinde bis 1801 Ballain Villers geschrieben. Erst danach wird der Gemeindename zusammengeschrieben. Nach alten Dokumenten soll sich der Name herleiten von dem privaten Anwesen Bellenus und Village (=Dorf). Später entwickelte sich der Name zu Ballanviller.

### Bevölkerungsentwicklung
| Jahr      | 1962 | 1968 | 1975 | 1982 | 1990 | 1999 | 2006 | 2011 | 2021 |
| Einwohner | 890  | 935  | 1589 | 2218 | 2531 | 2749 | 3589 | 3779 | 4752 |

## Gemeindepartnerschaften
Mit dem Ortsteil Basdorf der deutschen Gemeinde Wandlitz im Bundesland Brandenburg besteht eine Partnerschaft.

## Sehenswürdigkeiten
- Kirche Saint-Jacques-et-Saint-Philippe aus dem Jahre 1539, seit 1984 Monument historique, Glockenturm erbaut 1776 (seit 1944 Monument historique)
- Schloss Ballainvilliers mit Kapelle, im 17. Jahrhundert von Antoine Matthieu Le Carpentier errichtet, heutiges Kulturzentrum der Gemeinde

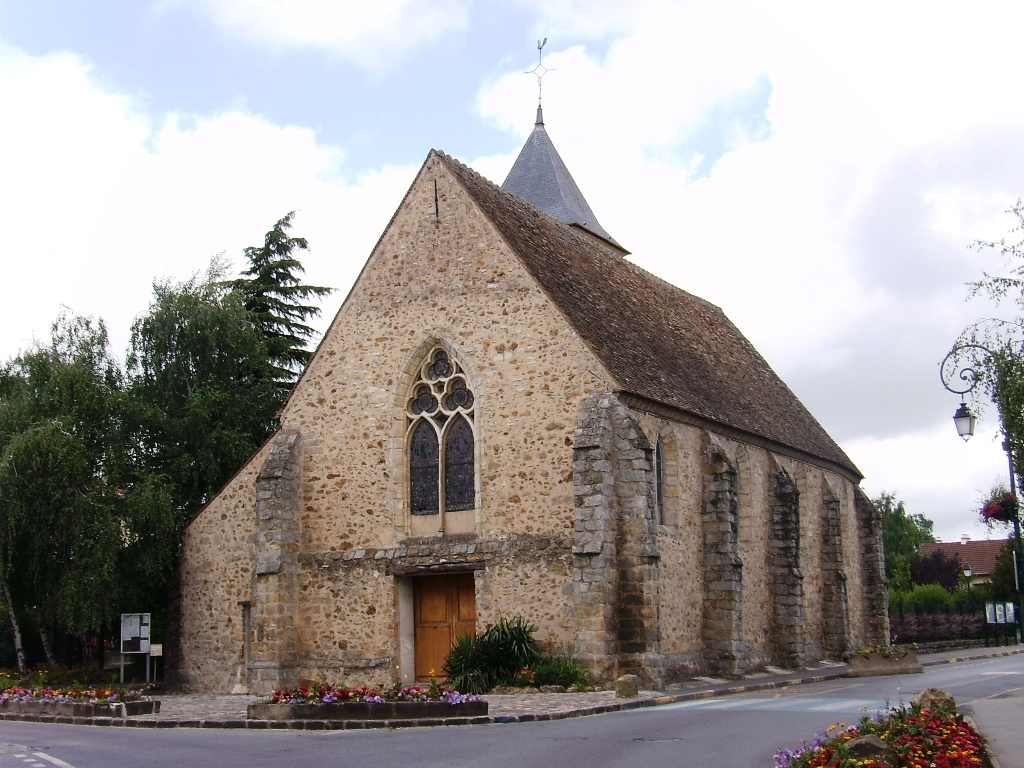
Kirche Saint-Jacques-et-Saint-Philippe
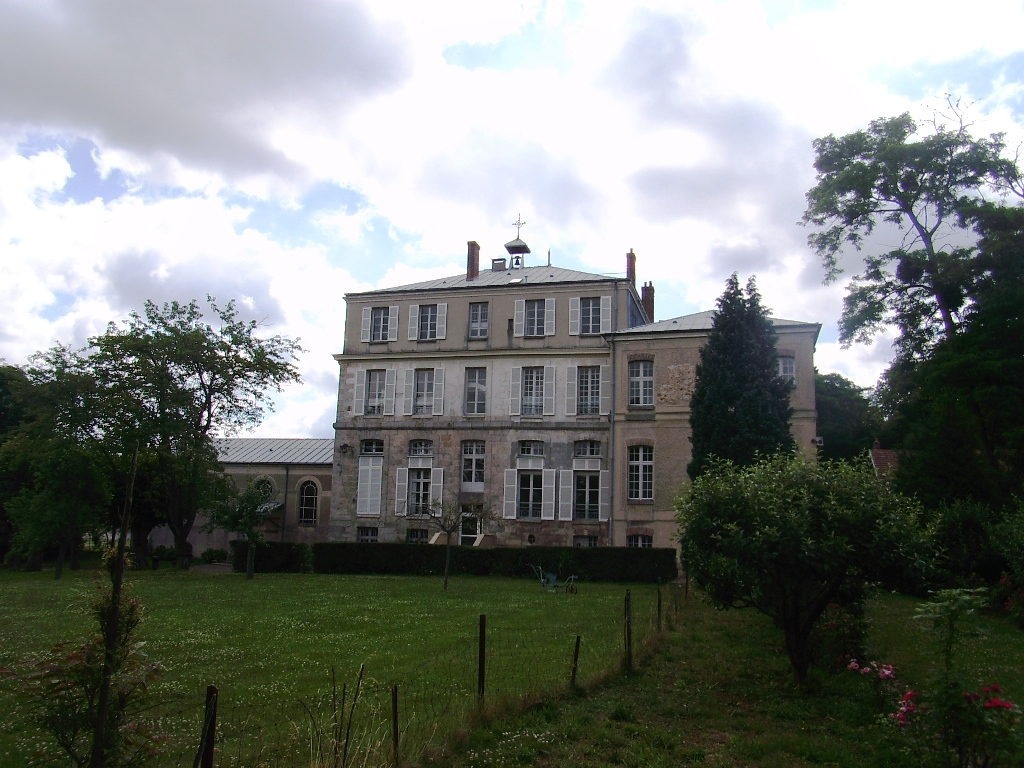
Schloss Ballainvilliers

## Persönlichkeiten
- Alfred-Armand-Louis-Marie Velpeau (1795–1867), Anatom, lebte mehrere Jahre im Schloss Ballainvilliers
- Roger Houdet (1899–1987), Widerstandskämpfer und Politiker, Landwirtschaftsminister (1953–1955, 1958/59), hier verstorben